# Percy Hague Jowett
Percy Hague Jowett (1882–1955) est un artiste et administrateur artistique britannique, directeur du Royal College of Art.

## Biographie
Jowett est né à Halifax, dans le Yorkshire en 1882. Il étudie l'art au Leeds College of Art et au Royal College of Art de Londres.
En 1927, il devient directeur de la Chelsea School of Art, et en 1935, directeur du Royal College of Art, succédant à William Rothenstein, et donne son premier emploi au sculpteur Henry Moore,. Pendant la Seconde Guerre mondiale, Jowett est membre du comité consultatif des artistes de guerre. Il prend sa retraite de l'ARC en 1948.
Jowett épouse Enid Ledward, sœur du sculpteur Gilbert Ledward (en),.